# Hymenaster
Hymenaster — рід морських зірок ряду Velatida родини Pterasteridae.

## Опис
Їхні п'ять рук об'єднані вуаллю, яка надає їм п'ятикутний силует. Це зірки з дуже обмеженим скелетом, увінчаним помітним оскулумом.

## Види
Згідно з сайтом World Register of Marine Species:
- Hymenaster agassizi (інші мови) Verril, 1899
- Hymenaster alcocki (інші мови) Koehler, 1909
- Hymenaster anomalus (інші мови) Sladen, 1882
- Hymenaster bartschi (інші мови) Fisher, 1916
- Hymenaster blevgadi (інші мови) Madsen, 1956
- Hymenaster caelatus (інші мови) Sladen, 1882
- Hymenaster campanulatus (інші мови) Koehler, 1908
- Hymenaster carnosus (інші мови) Sladen, 1882
- Hymenaster coccinatus (інші мови) Sladen, 1882
- Hymenaster coriaceus (інші мови) Koehler, 1920
- Hymenaster cremnodes (інші мови) H.L. Clark, 1920
- Hymenaster crucifer (інші мови) Sladen, 1882
- Hymenaster densus (інші мови) Koehler, 1908
- Hymenaster echinulatus (інші мови) Sladen, 1882
- Hymenaster edax (інші мови) Koehler, 1908
- Hymenaster estcourti (інші мови) McKnight, 1973
- Hymenaster formosus (інші мови) Sladen, 1882
- Hymenaster fucatus (інші мови) Koehler, 1908
- Hymenaster geometricus (інші мови) Sladen, 1882
- Hymenaster giboryi (інші мови) Perrier, 1894
- Hymenaster glaucus (інші мови) Sladen, 1882
- Hymenaster gracilis (інші мови) Ludwig, 1905
- Hymenaster graniferus (інші мови) Sladen, 1882
- Hymenaster infernalis (інші мови) Sladen, 1882
- Hymenaster koehleri (інші мови) Fisher, 1910
- Hymenaster lamprus H.L. Clark, 1923
- Hymenaster latebrosus (інші мови) Sladen, 1882
- Hymenaster modestus (інші мови) Verrill, 1885
- Hymenaster nobilis (інші мови) Wyville Thomson, 1876
- Hymenaster pellucidus (інші мови) Thomson, 1873
- Hymenaster pentagonalis (інші мови) Fisher, 1906
- Hymenaster pergamentaceus (інші мови) Sladen, 1882
- Hymenaster perspicuus (інші мови) Ludwig, 1903
- Hymenaster platyacanthus (інші мови) Ludwig, 1905
- Hymenaster porosissimus (інші мови) Sladen, 1882
- Hymenaster praecoquis (інші мови) Sladen, 1882
- Hymenaster pudicus (інші мови) Koehler, 1920
- Hymenaster pullatus (інші мови) Sladen, 1882
- Hymenaster quadrispinosus (інші мови) Fisher, 1905
- Hymenaster regalis (інші мови) Verrill, 1895
- Hymenaster reticulatus (інші мови) Sibuet, 1976
- Hymenaster rex (інші мови) Perrier, 1885
- Hymenaster rhodopeplus (інші мови) Fisher, 1916
- Hymenaster roseus (інші мови) Koehler, 1907
- Hymenaster sacculatus (інші мови) Sladen, 1882
- Hymenaster tenuispinus (інші мови) Sibuet, 1976
- Hymenaster trias (інші мови) H.L. Clark, 1920
- Hymenaster vicarius (інші мови) Sladen, 1882
- Hymenaster violaceus (інші мови) Ludwig, 1905
- Hymenaster bourgeti Perrier in Filhol, 1885